# Jacek Poleski
Jacek Poleski – polski archeolog i historyk wczesnego średniowiecza.

## Życiorys
W 1980 r. ukończył studia archeologiczne. Od 1981 pracuje w Instytucie Archeologii UJ. W 1989 r. uzyskał doktorat - jego promotorem był Kazimierz Godłowski. W 2004 r. habilitował się pracą Wczesnośredniowieczne grody w dorzeczu Dunajca. W 2017 r. mianowany profesorem. Autor ponad 100 publikacji naukowych i popularnonaukowych - w pracy badawczej zajmuje się głównie archeologią wczesnego średniowiecza: badaniem grodów plemiennych i państwowych na terenie Małopolski, historią fortyfikacji grodowych, kontaktów międzyplemiennych. 

## Wybrane publikacje
- Podstawy i metody datowania okresu wczesnośredniowiecznego w Małopolsce, Kraków 1992
- Chronologia i periodyzacja wczesnego średniowiecza w Polsce - osiągnięcia i porażki (w:) Archeologia i prahistoria polska w ostatnim półwieczu, Poznań 2000
- Palisady jako elementy konstrukcyjne wałów wczesnośredniowiecznych grodów z terenu Małopolski (w:) Woźniak Z., Gancarski J. (red.), Polonia Minor medii aevii. Kraków-Krosno 2003
- Wczesnośredniowieczne grody plemienne i państwowe w polskiej części Karpat Zachodnich, (w:) J. Gancarski (red.), Wczesne średniowiecze w Karpatach polskich, Krosno 2006